# Batshireet, Khentii
Batshireet (tiếng Mông Cổ: Батширээт) là một sum của tỉnh Khentii tại miền đông Mông Cổ. Vào năm 2010, dân số của sum là 2.086 người.

## Địa lý
Sum có diện tích khoảng 7.018 km2. Trung tâm sum, Eg, nằm cách tỉnh lỵ Öndörkhaan 186 km và cách thủ đô Ulaanbaatar 414 km.

### Khí hậu
Batshireet có khí hậu cận Bắc Cực. Nhiệt độ trung bình hàng năm ở trong khu vực là 1 °C. Tháng ấm nhất là tháng 7, khi nhiệt độ trung bình là 20 °C và lạnh nhất là tháng 1, với -21 °C. Lượng mưa trung bình hàng năm là 545 mm. Tháng mưa nhiều nhất là tháng 7, với lượng mưa trung bình 141 mm và khô nhất là tháng 1, với lượng mưa 2 mm.

## Kinh tế
Sum có một trường học, bệnh viện, trung tâm thương mại và nhà máy chế biến gỗ.